# Mua sắm trả thù
Mua sắm trả thù (hay chi tiêu trả thù, mua sắm phục thù; tiếng Anh: revenge buying, revenge shopping) là một thuật ngữ đề cập đến sự gia tăng đột ngột việc mua sắm tiêu dùng sau khi mọi người bị từ chối cơ hội mua sắm trong một khoảng thời gian dài. Việc mua sắm trả thù được cho là đã hình thành như một phản ứng của sự thất vọng và khó chịu về tâm lý do những hạn chế trong tự do đi lại và thương mại. Không giống như việc mua sắm hoảng loạn, mua sắm trả thù còn dường như liên quan đến việc mua sắm hàng hóa không cần thiết, chẳng hạn như túi xách và quần áo, cũng như đá quý và trang sức. Các ngành công nghiệp xoay quanh việc sản xuất những mặt hàng này, một trong những nguồn doanh thu chính của lĩnh vực bán lẻ, được xem là đã chịu tổn thất nặng trong thời gian đại dịch COVID-19.
Ban đầu mua sắm trả thù bắt nguồn ở Trung Quốc và đã dần xuất hiện ở các nền kinh tế sau thời gian mở cửa nền kinh tế. Người tiêu dùng tại các quốc gia như Hoa Kỳ và châu Âu cũng đã có xu hướng tương tự và các thương hiệu xa xỉ đã có mức tăng trưởng đáng kể so với thời kỳ phong tỏa do COVID-19.

## Lịch sử
Ở Trung Quốc, cuộc Cách mạng Văn hóa trong những năm 1960 và cuộc khủng hoảng COVID-19 gần 60 năm sau đó là những bối cảnh đã dẫn đến hành vi mua sắm trả thù. Hiện tượng này lần đầu tiên được quan sát thấy vào những năm 1980 và được gọi là báo phục tính tiêu phí (tiếng Trung: 报复性消费; bính âm: baofuxing xiaofei) sau khi Trung Quốc mở cửa thương mại quốc tế vào năm 1976, xóa bỏ nền kinh tế tập trung bao cấp. Nó ám chỉ nhu cầu mua sắm đột ngột đối với hàng hóa có thương hiệu nước ngoài. Hành vi này đã lặp lại ở Trung Quốc vào tháng 4 năm 2020, khi lệnh phong tỏa gần như được dỡ bỏ và thị trường mở cửa trở lại. Vào thời điểm đó, thương hiệu cao cấp Hermès của Pháp đã đạt doanh thu 2,7 triệu đô la Mỹ chỉ trong một ngày.

### Đại dịch COVID-19
Tác động kinh tế của đại dịch COVID-19 đã tàn phá nhiều doanh nghiệp bán lẻ toàn cầu. Nhiều cửa hàng và trung tâm mua sắm buộc phải đóng cửa trong nhiều tháng vì hạn chế ở nhà khiến người tiêu dùng không thể tự do đi lại. Theo một bài báo vào tháng 3 năm 2020 trên Business Insider, doanh số bán lẻ đã giảm 20,5% sau khi đại dịch tấn công Trung Quốc — một tỷ lệ chưa từng thấy kể từ cuộc khủng hoảng tài chính 2007–2008.
Ngành may mặc bị ảnh hưởng nặng nề trong đại dịch; một số nhà bán lẻ lớn như J. Crew, Neiman Marcus, J.C. Penney, Brooks Brothers, Ascena Retail Group, Debenhams, Arcadia Group, GNC và Lord & Taylor đều đã nộp đơn phá sản.

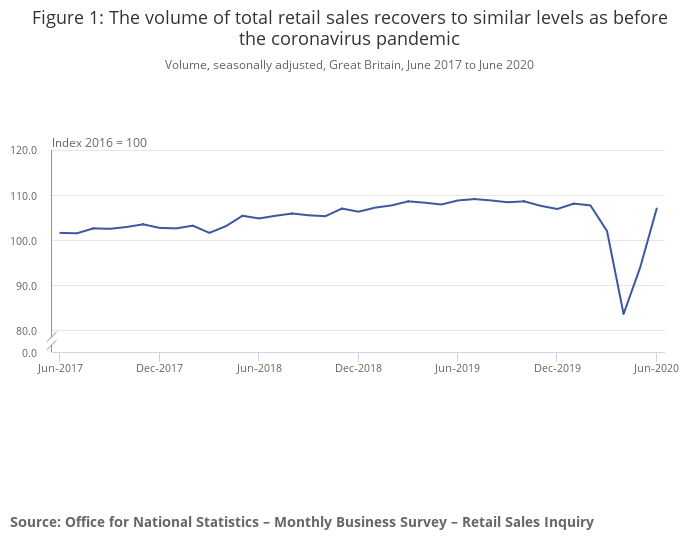
Theo Văn phòng Thống kê Quốc gia tại Vương quốc Anh và Bắc Ireland, quy mô tổng mức bán lẻ đã phục hồi về mức trước đại dịch COVID-19.

Trung Quốc là quốc gia đầu tiên bị đại dịch COVID-19 tấn công; vào mùa hè năm 2020, chính phủ nước này đã ngăn chặn thành công sự lây lan của dịch bệnh và dỡ bỏ đáng kể các hạn chế. Thuật ngữ mua sắm trả thù bắt đầu được phổ biến với sự phục hồi kinh tế ngay lập tức của công ty thời trang Pháp Hermès khi công ty đã ghi nhận doanh thu 2,7 triệu USD tại cửa hàng lớn nhất của mình là Quảng Châu, Trung Quốc vào ngày mở cửa trở lại hồi tháng 4 năm 2020, lập kỷ lục mua sắm nhiều nhất trong một ngày tại một cửa hàng xa xỉ ở Trung Quốc. Ngoài Hermès, hàng dài người cũng xếp hàng bên ngoài các cửa hàng Apple, Gucci và Lancôme. Hành vi tương tự cũng đã xuất hiện ở Ấn Độ sau khi nới lỏng các hạn chế liên quan đến biến thể Omicron vào tháng 3 năm 2022. Các hãng truyền thông ở Hoa Kỳ và châu Âu cũng đã ghi nhận những hành vi tương tự của người tiêu dùng sau khi nền kinh tế gần như mở cửa trở lại vào tháng 4 năm 2021.
Tương tự, cuối năm 2020, nhiều người dân Singapore cũng đổ tiền vào các bữa tối tại nhà hàng, chấp nhận xếp hàng chờ lâu hoặc ngồi theo nhóm nhỏ và giữ khoảng cách. Người dân đã sử dụng khoản tiền đáng lẽ dành cho du lịch, vui chơi vào những bữa ăn thịnh soạn tại nhà hàng.

## Đánh giá
Theo nhận định của các nhà xã hội học, những hành vi mua hàng bốc đồng và cưỡng ép, chẳng hạn như mua sắm hoảng loạn hay mua sắm trả thù đều là những cơ chế đối phó giúp giảm bớt cảm giác tiêu cực.
Mặc dù hành vi mua sắm trả thù lần đầu tiên được quan sát ở Trung Quốc, nhưng kể từ sau đó nó cũng đã được nhìn nhận ở nhiều quốc gia khác nhau. Khi các cửa hàng được mở cửa trở lại sau đợt phong tỏa đầu tiên bởi COVID-19, doanh số bán hàng đã tăng lên, đặc biệt là các cửa hàng xa xỉ. Theo các nhà nghiên cứu của Tạp chí Quốc tế về Tâm thần học Xã hội (tiếng Anh: International Journal of Social Psychiatry), việc mua hàng xa xỉ đóng vai trò như một phương tiện để người tiêu dùng kìm nén những cảm xúc khó chịu. Hành vi này xét về lý thuyết cho rằng khi một mối đe dọa hoặc cản trở quyền tự do hành vi khiến họ khó chịu thì họ sẽ cố gắng giành lại quyền tự chủ đang bị đe dọa.